# Luidia clathrata
Luidia clathrata é uma espécie tropical de estrelas do mar na família Luidiidae. Pode ser encontrada no oeste do Oceano Atlântico.

## Descrição
Luidia clathrata é uma estrela-do-mar com a superfície superior de cor cinza azulada, com uma faixa superior mediana mais escura. Alguns espécimes podem apresentar cor rosada ou marrom claro, ao invés de cinza. A superfície ventral é de cor creme. Possuem o disco central pequeno e cinco braços longos e achatados. A distância entre o centro do disco e a ponta dos braços pode chegar a 160 mm. O comprimento do braço é de duas a três vezes maior do que o diâmetro do disco. Possuem paxilas retangulares ou quadradas, arranjadas em séries longitudinais e transversais. Não possuem pedicelárias e os pés ambulacrais são longos e terminam em ponta, sem ventosas.

## Distribuição
A espécie ocorre nos Estados de Nova Jérsei e Flórida, ambos nos Estados Unidos; Bermudas, Golfo do México, Caribe e na costa da América do Sul, da Venezuela até o Sul do Brasil. A distribuição batimétrica vai do infralitoral até 130 m, mas são raras abaixo dos 70 m. Sem evidências de que a distribuição pretérita seja distinta da atual.